# I Can't Stop Loving You
Ne doit pas être confondu avec Stop Loving You ou I Just Can't Stop Loving You.
Singles de Don Gibson
Sweet Dreams
(1956) Blue Blue Day
(1958)
Clip vidéo
[vidéo] « Don Gibson - I Can't Stop Loving You (1958) », sur YouTube
I Can't Stop Loving You est une chanson de Don Gibson, qui l'enregistre pour la première fois le 30 décembre 1957 en single chez RCA Victor, avec plus d'un million d'exemplaires vendus. Elle est reprise par de nombreux interprètes, dont l'adaptation soul de Ray Charles de 1962, qui en fait un des succès internationaux de sa carrière, vendu à plus de 2 millions d'exemplaires.

## Histoire

### Don Gibson
Gibson raconte dans une biographie de 1975, qu'il a composé et écrit les deux chansons des faces A et B de ce single le 7 juin 1957 à Knoxville dans le Tennessee : I Can't Stop Loving You (Je ne peux pas m'empêcher de t'aimer) et Oh Lonesome Me (en) (Oh solitaire que je suis) un des plus importants succès de sa carrière « Je ne peux cesser de t'aimer, Je me suis convaincu, À vivre dans le souvenir des jours solitaires, Je ne peux cesser de te désirer, Alors je vais simplement vivre ma vie dans les souvenirs du passé, Ces heures de bonheur que nous avons connues, Même si c'était il y a longtemps, J'ai toujours le blues, Ils disent que le temps répare les cœurs brisés, Mais depuis que nous sommes séparés, le temps s'est arrêté... »
Singles de Ray Charles
Hit the Road Jack
(1961) Born to Lose
(1962)
Clip vidéo
[vidéo] « Ray Charles - I Can't Stop Loving You », sur YouTube

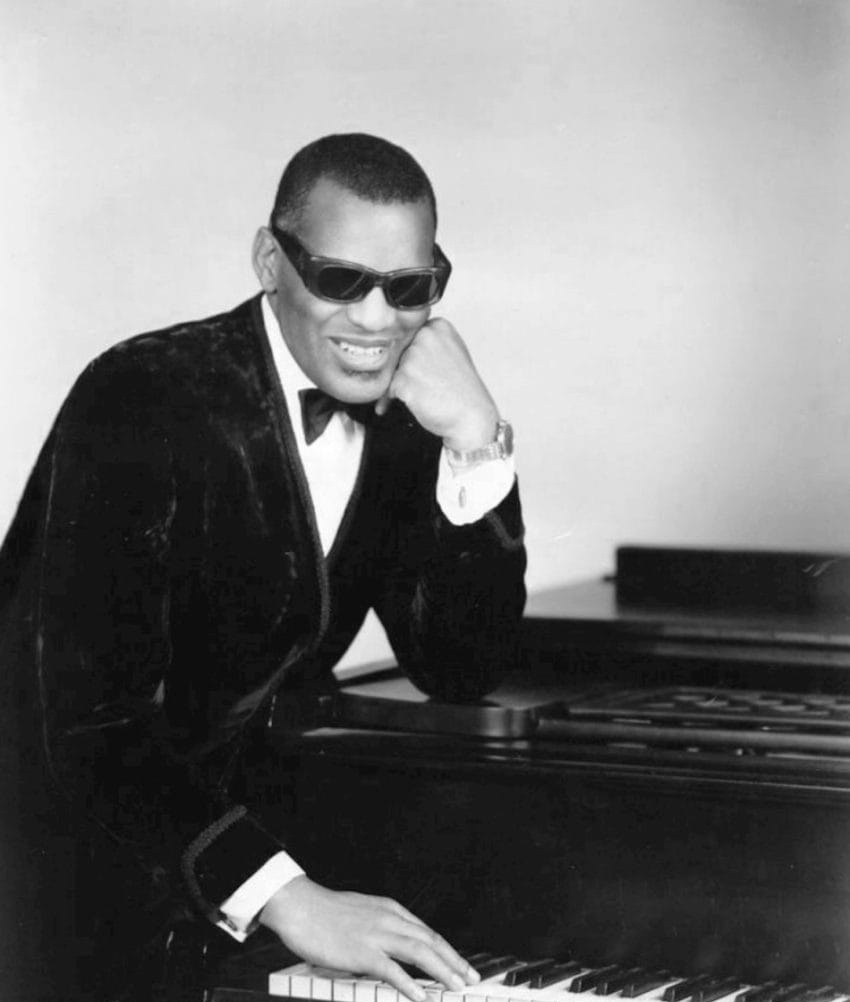
Ray Charles au piano en 1969

Elle est reprise par de nombreux interprètes, dont Count Basie, Peggy Lee, Duke Ellington, Ray Charles, Frank Sinatra, Jerry Lee Lewis, Elvis Presley, Van Morrison, ou Bryan Adams... 

### Ray Charles
La chanson est en particulier reprise et interprétée  en version soul par Ray Charles, qui l'enregistre en single extrait de son album Modern Sounds in Country and Western Music de 1962. Cette version vendue à plus de 2 millions d'exemplaires dans le monde, atteint les 1re places des charts aux États-Unis et au Royaume-Uni, et culmine au sommet du Hot 100 du magazine américain Billboard pendant cinq semaines. Elle est nommée aux Grammy Award de l'enregistrement de l'année 1963. En 2001, elle reçoit le Grammy Hall of Fame Award. En 2004, le magazine Rolling Stone la classe 164e des « 500 plus grandes chansons de tous les temps » . Elle est également incluse dans la sélection des 660 « chansons qui ont façonné le rock 'n' roll » du Rock and Roll Hall of Fame.